# Борисовградско македонско благотворително братство
Борисовградското македонско благотворително братство  е организация на бежанците от областта Македония, установили се в Борисовград, съществувала след Първата световна война.

## История
На 15 февруари 1925 година на годишно събрание братството си избира ръководство в състав Михаил Д. Белючев (председател), Благой Атанасов (секретар), Коста Г. Шаренков (касиер), Никола К. Кройчев и Никола Тодоров са съветници. На 28 март 1926 година е избрано настоятелство в състав Ташко Райков (председател), Благой Атанасов (секретар), Михаил Д. Балючев (касиер) и съветници Никола Т. Крайчев, Никола Тодоров. В контролната комисия са Анастас Георгиев, Харалампи Топучов и Димитър Бабулев.
На 22 май 1938 година на извънредно общо събрание е изработен и одобрен нов устав на братството. Председател на заседанията е Ангел Милев, а освен него делегати са Ангел Василев, Величко Попатанасов, Сребро Николов, Христо Станчев, Димитър Ст. Бабунев, Петър К. Пандов, Васил Живков, Никола Танев, Яне Живков, Никола Танев, Илия Хр. Чалков, Щерю Георгиев, Юрдан Живков, Иван Д. Вергов, свещеник Сотир Николов, Димитър Милев, Никола Рамчев, Анастас Георгиев, Христо Д. Зеров, Атанас П. Шаренков и Христо Божанков. В Управителното тяло влизат Ангел Д. Милев (председател), Христо Зерев (подпредседател), Христо Станчев (секретар), Васил Живков (касиер), Сребрен Николов (домакин), а в контролната комисия са Анастас Георгиев (председател), Христо Г. Богданов (секретар) и Георги Вълчев (член).